# 福田愛依
福田 愛依（ふくだ めい、2000年（平成12年）11月8日 - ）は、日本の女優である。エイベックス・マネジメント所属。愛称はめいめい。福岡県太宰府市出身。

## 略歴
2018年3月に「女子高生ミスコン2017-2018」でグランプリを獲得。同年8月には「DANCE CLUB CHAMPIONSHIP Vol6」のオフィシャルサポーターとして務めた。同年11月、福岡県博多警察署一日署長就任。
2019年2月、日本テレビ制作の日曜ドラマ「3年A組-今から皆さんは、人質です-」の第7話に街頭インタビューの女子高生役でゲスト出演し、女優デビュー。高校卒業後、同年5月に毎日放送・TBS製作のドラマイズム「都立水商!〜令和〜」で下園蘭役を務め、連続ドラマに初めてレギュラー出演。同年7月に地元である福岡県の福岡放送製作のFBS開局50周年ドラマ「博多弁の女の子はかわいいと思いませんか?」でヒロイン・博多乃どん子役を務めた。同年8月に行われていた「K-1甲子園」の初代応援サポーターを務めた。
2020年2月、舞台「Avenue X theater vol.1「バレンタイン・ブルー」～Xアベニューに吹く風は素敵なメロディを連れてくる～」で舞台初出演。同年8月、福岡県警「飲酒運転撲滅スペシャルコンテンツ」イメージキャラクターに就任。同年9月、テレビ東京制作のドラマ25「女子グルメバーガー部」で第9話・第11話・最終話にて佐野祥子役で主演を務め、テレビドラマ初主演。同年11月、映画「ビューティフルドリーマー」でフクダメイ（劇中劇ヒロイン）役で出演し、映画初出演。
2022年、NHK制作の大河ドラマ「鎌倉殿の13人」で第21回より畠山重忠の妻・ちえ役を演じ、NHK大河ドラマ初出演。
2023年4月より日本テレビの朝の情報番組『ZIP!』の「キテルネ!」コーナーのリポーターを務める。

## 出演

### テレビ

#### テレビドラマ
- 3年A組-今から皆さんは、人質です- 第7話（2019年2月17日、日本テレビ） - 街頭インタビューの女子高生 役[13]
- 福岡発地域ドラマ 福岡美人がゆく!（2019年3月1日、NHK総合〈九州沖縄〉・4月29日・5月29日、NHK BS4K）[14]
- 福岡恋愛白書14 天神ラブソング（2019年3月22日、九州朝日放送） - 中島結花 役
- 都立水商!〜令和〜（2019年5月6日 - 6月24日、MBS） - 下園蘭 役[15]
- きのう何食べた? 最終話（2019年6月29日、テレビ東京） - カフェの客 役[16]
- 博多弁の女の子はかわいいと思いませんか?（2019年7月19日、福岡放送） - ヒロイン・博多乃どん子 役[17]
- チート〜詐欺師の皆さん、ご注意ください〜 第3話（2019年10月17日、読売テレビ・日本テレビ） - 女子大生 役[18]
- 恋はつづくよどこまでも 第5話（2020年2月11日、TBS） - 朱音 役
- 女子高生の無駄づかい 第5話（2020年2月21日、テレビ朝日）[19]
- 女子グルメバーガー部 第9話・第11話・最終話（2020年9月5日・19日・26日、テレビ東京） - 主演・佐野祥子 役[11][20]
- ここは今から倫理です。 第3話・第7話・最終話（2021年1月30日・3月6日・13日、NHK総合） - 由佳 役[21]
- 機界戦隊ゼンカイジャー 第18話（2021年7月4日、テレビ朝日） - 初森花恋 役[22]
- 大河ドラマ 鎌倉殿の13人 第21話 - （2022年5月29日 - 、NHK） - 畠山重忠の妻・ちえ 役[12][23]
- クールドジ男子 第2話・第4話・第5話・第8話・第9話（2023年4月22日・5月6日・13日・6月3日・10日、テレビ東京） - 桃崎もも 役
- やさしい猫 第4話（2023年7月22日、NHK総合） - TVリポーター 役
- 転職の魔王様 第2話（2023年7月24日、関西テレビ・フジテレビ） - 合コンの参加者 役
- 推しが上司になりまして（2023年10月5日 - 12月21日、テレビ東京） - 青木玲奈 役[24]

#### 教養番組
- ザ・バックヤード 知の迷宮の裏側探訪「ハウステンボス」（2024年5月22日、NHK）

#### 情報番組
- ZIP! （日本テレビ、2023年4月） - キテルネ！レポーター[25]

#### バラエティ
- ブルーリバーの望むところだ！（2025年3月30日、テレQ）[26]

### 映画
- ビューティフルドリーマー（2020年11月6日、エイベックス・ピクチャーズ） - フクダメイ（劇中劇ヒロイン）役
- 星空のむこうの国（2021年7月16日、ファントム・フィルム） - 今井圭子 役[27]
- 夢の雫と星の花（2022年3月24日、smash.）[28]

### ウェブテレビ
- シンデレラガールズトーク #うだカフェ（2019年11月27日 - 12月25日、AbemaTV） - イマドキ女子[29]
- SPRAY! #日本を塗り替えろ（2020年6月27日 - 2021年3月30日、ABEMA）[30]

### ラジオドラマ
- FMシアター（NHK-FM）
  - 『「ありがとう」と言えるまで』（2025年4月19日）[31] - 井上ナナエ 役

### CM
- 二鶴堂「博多めんたいバームスティック 結婚篇」（2019年8月1日 - ）[32]

### 舞台
- Avenue X theater vol.1「バレンタイン・ブルー」～Xアベニューに吹く風は素敵なメロディを連れてくる～（2020年2月18日 - 25日、博品館劇場）[33]
- PERSONA5 the stage - 佐倉双葉 役
  - #3（2021年12月10日 - 12日、メルパルクホール大阪 / 12月16日 - 19日、KT Zepp Yokohama）
  - #4 FINAL（2022年10月20日 - 23日、KT Zepp Yokohama）[34]
- ガリレオ★CV2（2022年4月13日 - 17日、博品館劇場） - 長倉一恵 役

### MV
- 松室政哉「衝動のファンファーレ」（2018年）

### その他
- 防衛省広報誌『MAMOR』（扶桑社）2020年4月号 - 横須賀基地にて海上自衛隊の制服を着て撮影、表紙と巻頭グラビアを飾る。
- 令和の都だざいふ応援大使（2023年6月 - ）[35]
- ペラ坊・ペラ美のボートHOUSE（2025年4月 - 、ボートレース福岡 YouTube配信） - 日替わりアシスタント